# Napoleonische Armee

Signum des Kaisers

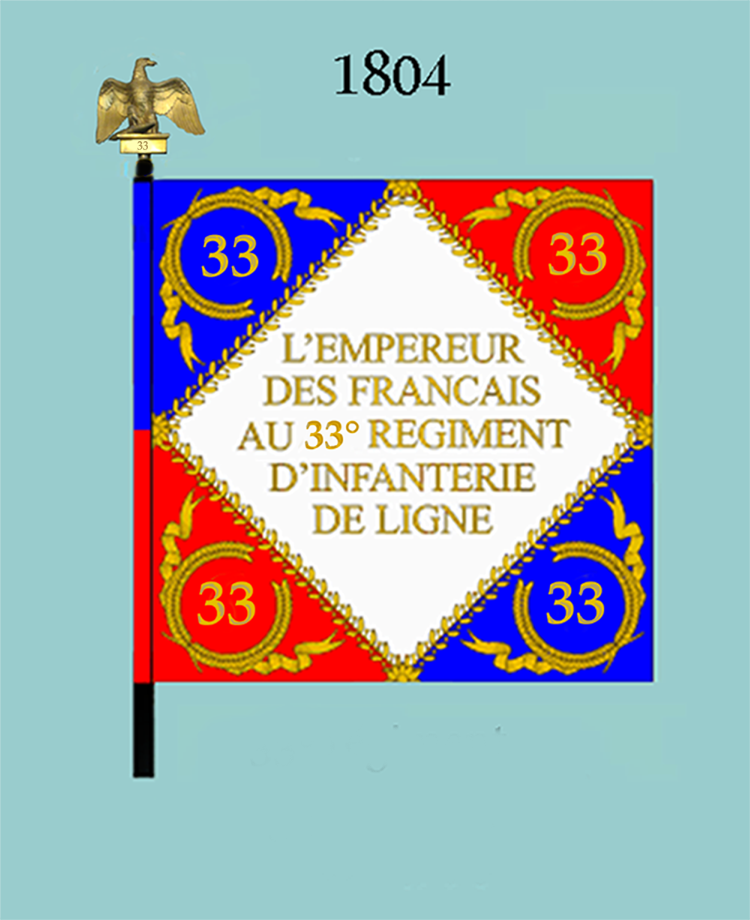
Regimentsfahne vom Typ 1804

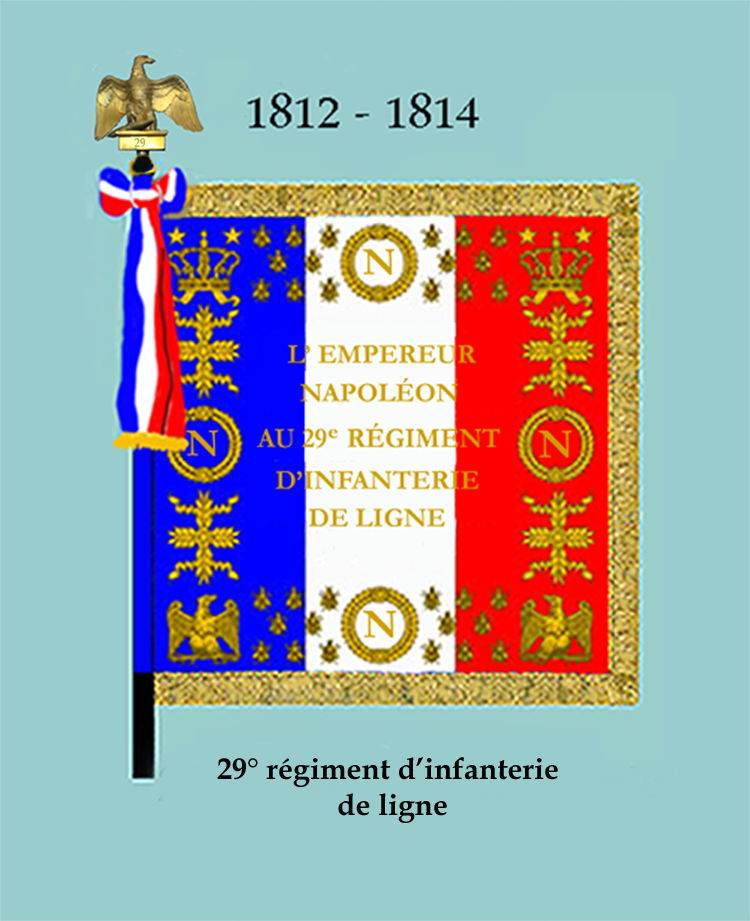
Regimentsfahne vom Typ 1812

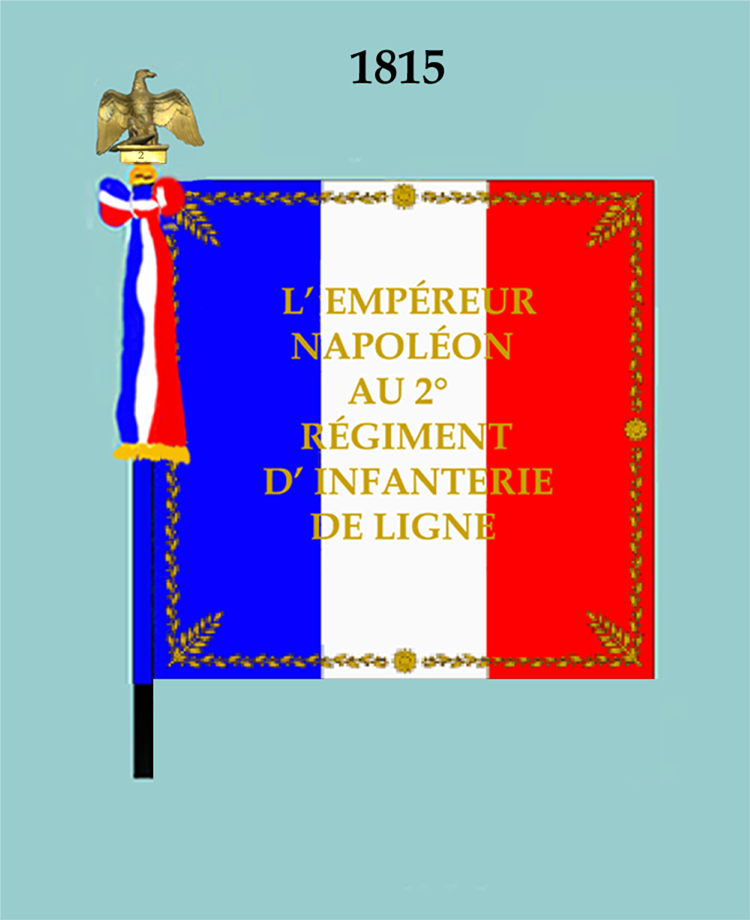
Regimentsfahne vom Typ 1815

Die Napoleonische Armee (Armée napoléonienne) setzte sich aus der Infanterie, der Kavallerie, der Artillerie und den dazugehörenden Diensten zusammen. Sie stand im Dienst des Ersten Kaiserreichs, bestand von 1803 bis 1815 und war in den Koalitionskriegen zwischen 1805 und 1815 eingesetzt. Zusammengestellt war sie aus Soldaten Frankreichs und aus den während der Revolutionskriege annektierten ausländischen Départements (z. B. dem Rheinland) und aus den Armeen der Vasallenstaaten: Königreich Neapel, Königreich Italien (1805–1814), Königreich Holland, Königreich Westphalen, Großherzogtum Berg, Herzogtum Warschau, der Weichsellegion, der irischen Legion und den Kontingenten des Rheinbundes. Dazu kamen fremde Hilfstruppen (troupes étrangères) aus Polen, Litauen, der Schweiz, Dänemark und Irland. Die Armee der Kolonien wie die Armee des Inneren waren mit der Garde nationale für den Schutz der Küsten verantwortlich.

## Organisation

### Militärreform von 1803 und 1804
Am 1er vendémiaire an XII (24. September 1803) wurde die bestehende Armee der Revolution 
vom Ersten Konsul Napoléon Bonaparte umgestaltet.
Die Einberufung durch das Losverfahren (Gesetz vom 20. Dezember 1804) wirkte sich nur auf 30 bis 35 % der in Frage kommenden dienstpflichtigen verwitweten, ledigen oder kinderlosen Männer aus. Es existierten viele Ausnahmekriterien, sei es der Gesundheitszustand, die mangelnde Körpergröße oder die Gestellung eines Ersatzmannes. Hier konnte man sich durch Zahlung von 2000 Francs an einen nicht gestellungspflichtigen Ersatzmann vom Wehrdienst befreien (2000 Francs waren damals der Preis für vier bis fünf Pferde – was sich somit zwischen 1807 und 1811 nur um die 4 % der Bevölkerung leisten konnten). Vorher hatte es das nicht gegeben, da die Aushebungen noch nicht so massiv waren. Jeder Kanton sollte nur ein Kontingent an brauchbaren Männern stellen, die nach Verwendungsfähigkeit eingeteilt waren und dann von den Rekrutierungsoffizieren übernommen wurden. Manche zogen es vor, sich dem Depot ihres Regiments selbstständig anzuschließen, oder sie erhielten ihren Marschbefehl, sich bei ihrem aufgerufenen Kontingent zu melden, während die Armee bereits im Feld stand.
Zwischen 1804 und 1813 wurden insgesamt 2.300.000 französische Staatsbürger eingezogen. In der Zeit der Restauration kamen Gerüchte auf, dass Napoléon das Land in einem ständigen Kriegszustand gehalten und dadurch ausgeblutet habe. In der Realität befanden sich in der Zeit des Kaiserreichs 7 bis 8 % der Franzosen im Militärdienst, während in der Zeit des Ersten Weltkrieges 20 bis 21 % einberufen waren.

### Organisation der Armee
Das Rückgrat der Napoleonischen Armee bestand aus der Infanterie, der Kavallerie, der Artillerie, den Pionieren und den Versorgungsdiensten und nicht zuletzt aus dem Generalstab.

### Militärschulen
In der Zeit Napoléons wurden die École polytechnique und die École spéciale militaire de Saint-Cyr gegründet bzw. umgewidmet. Im Jahre 1809 wurde im Schloss von Saint-Germain-en-Laye eine Kavallerieschule etabliert. Absicht von Napoléon war, in dieser Schule reichen Jünglingen Geschmack an der Kavallerie zu vermitteln. Die Absolventen wurden nach dem Ende der Ausbildung als Sous-lieutenants in die Kavallerieregimenter versetzt.

## Garde impériale

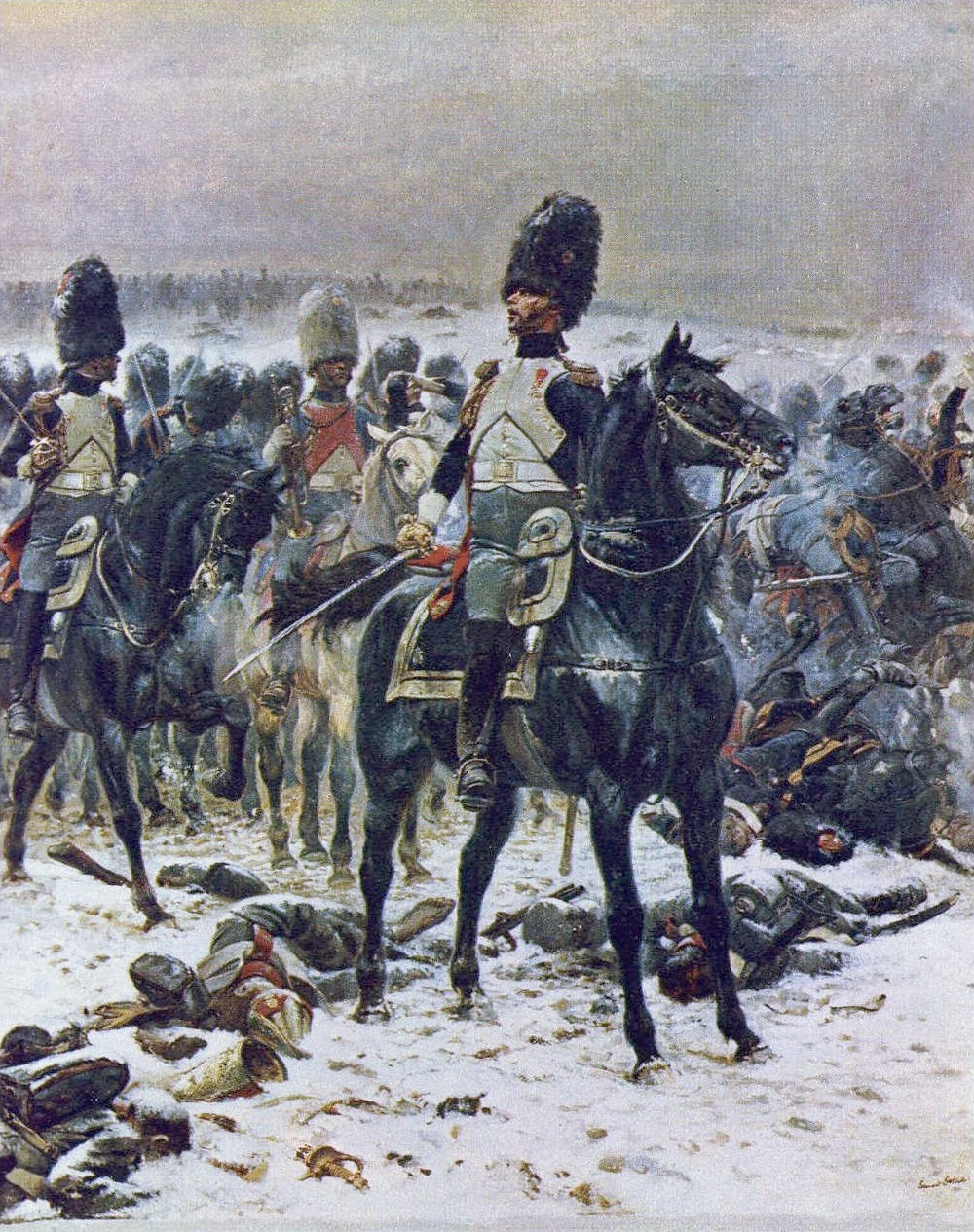
Die Grenadiers à cheval de la Garde impériale bei Eylau (Ölgemälde von Édouard Detaille, 1893, Sammlung im „Musée Condé“ in Chantilly)

Die Kaiserliche Garde wurde am 18. Mai 1804 (28 floreal an XII) durch Umbenennung der Konsulargarde gebildet.
Sie hatte zuletzt die Stärke eines Armeekorps und wurde von Napoléon stets als taktische Reserve und Stoßtruppe eingesetzt.
Die Garde bestand aus drei Hauptgruppen, der „Alten Garde“ (Vieille Garde), bestehend aus Veteranen, der „Mittleren Garde“ (Moyenne Garde) und der „Jungen Garde“ (Jeune Garde). Dazu kam eine nicht geringe Anzahl an Einheiten, die der Garde zugeordnet waren, ohne selbst Teil dieser zu sein, so z. B. die 1813 errichteten Gardes d’honneur (Ehrengarden).

## Grande Armée

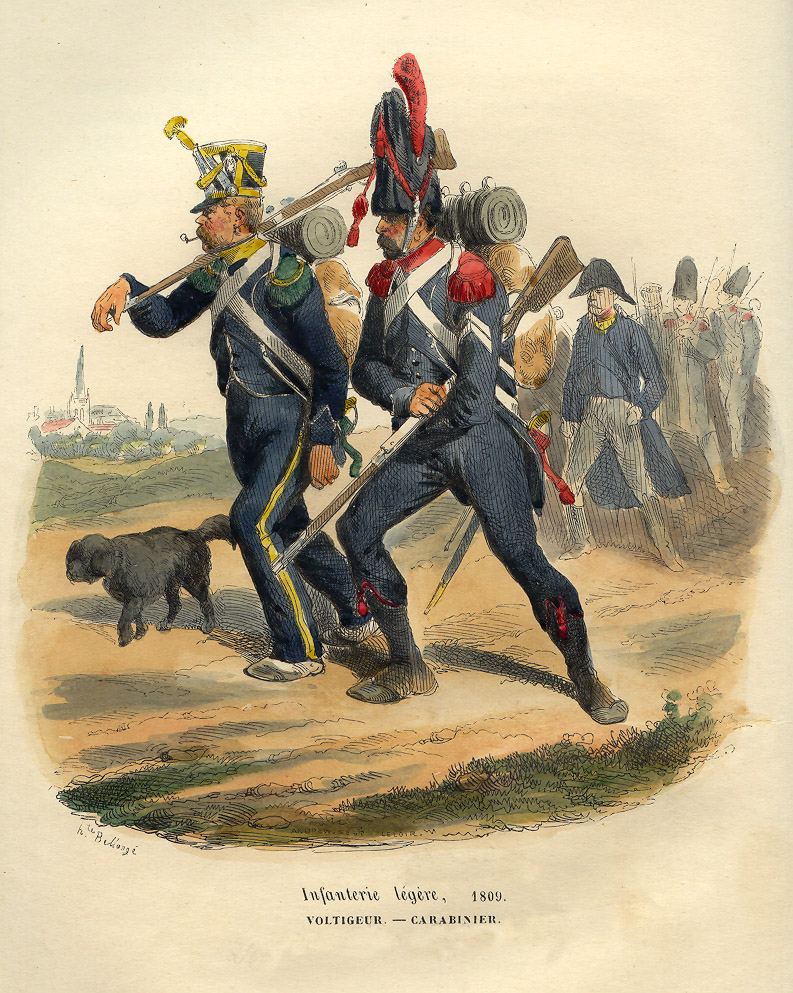
Voltigeur und Carabinier der Linie von Hippolyte Bellangé

Mit der Unterschrift unter den Vertrag von Lunéville und dem Frieden von Amiens von 1802 endete der Zweite Koalitionskrieg.
Napoléon versammelte im Jahre 1803 die Armée des côtes de l’Océan (Armee der Ozeanküsten) im Camp de Boulogne mit der Absicht einer Invasion von England. Diese nicht unbedeutende Streitmacht wurde von Napoléon als (erste) „Grande Armée“ bezeichnet. Als auf Initiative von Großbritannien im Jahre 1805 die Dritte Koalition gebildet wurde, versammelten sich die Truppen von Russland, Österreich und Schweden, um den französischen Ansprüchen in Italien (Annexion der Republik Genua und des Herzogtums Parma) und Deutschland Einhalt zu gebieten. Am 27. August wurde die „Grande Armée“ genannte Invasionsarmee mit einer Stärke von 183.000 Mann vom Kanal abgezogen und in Richtung zum Rhein in Marsch gesetzt. Es war dies der Beginn des Feldzuges gegen Österreich des Jahres 1805. Diese erste Grande Armée wurde nach dem Zusammentreffen von Napoléon mit Zar Alexander in Erfurt aufgelöst ‒ insbesondere da der Kaiser dringend Truppen zur Verstärkung in Spanien und Portugal brauchte, wo er einige Rückschläge erlitten hatte.
Im engeren Sinne wurde dann die Armee, die von Napoléon in den Feldzügen in Deutschland, Österreich, Russland und Frankreich persönlich kommandiert wurde, im allgemeinen Sprachgebrauch so genannt, was nicht unerheblich auf die kaiserlichen Verlautbarungen – als Bulletin de la Grande Armée bezeichnet – zurückzuführen war.

## Armée d’Espagne und Armée de Portugal

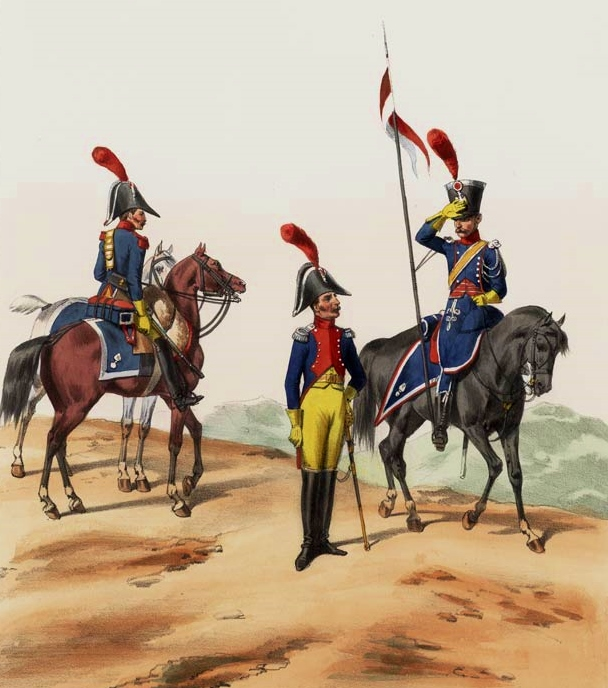
Gendarmerie française d’Espagne

Portugal war ein treuer Verbündeter Großbritanniens und weigerte sich, an der Kontinentalblockade teilzunehmen. Napoléon entschied daher 1807, Truppen auf die Iberische Halbinsel zu entsenden. Mit dem Vertrag von Fontainebleau, unterschrieben vom spanischen König Karl IV., verschaffte er sich die Möglichkeit, mit Truppen das spanische Hoheitsgebiet zu passieren und unter dem Kommando von Général Jean Andoche Junot Portugal anzugreifen.
Am 18. Oktober 1807 begann der erste Versuch einer Invasion Portugals.
Zur Unterstützung von Junot marschierte eine Armee unter dem Kommando von Maréchal Joachim Murat in Spanien ein. Napoléon berief sich dabei auf den Vertrag von Fontainebleau. Mit dieser Invasion begann der Spanische Unabhängigkeitskrieg der, zusammen mit den drei Invasionen, in Portugal einen Konflikt von extremer Brutalität auslöste und in dem der Begriff Guerilla etabliert wurde.

## „Marie-Louise“ 1813–1814
Die sogenannten „Marie-Louises“ waren die Aufgerufenen des letzten Aufgebots Napoléons vor seinem Niedergang.

## Die französische Armee während der Herrschaft der Hundert Tage

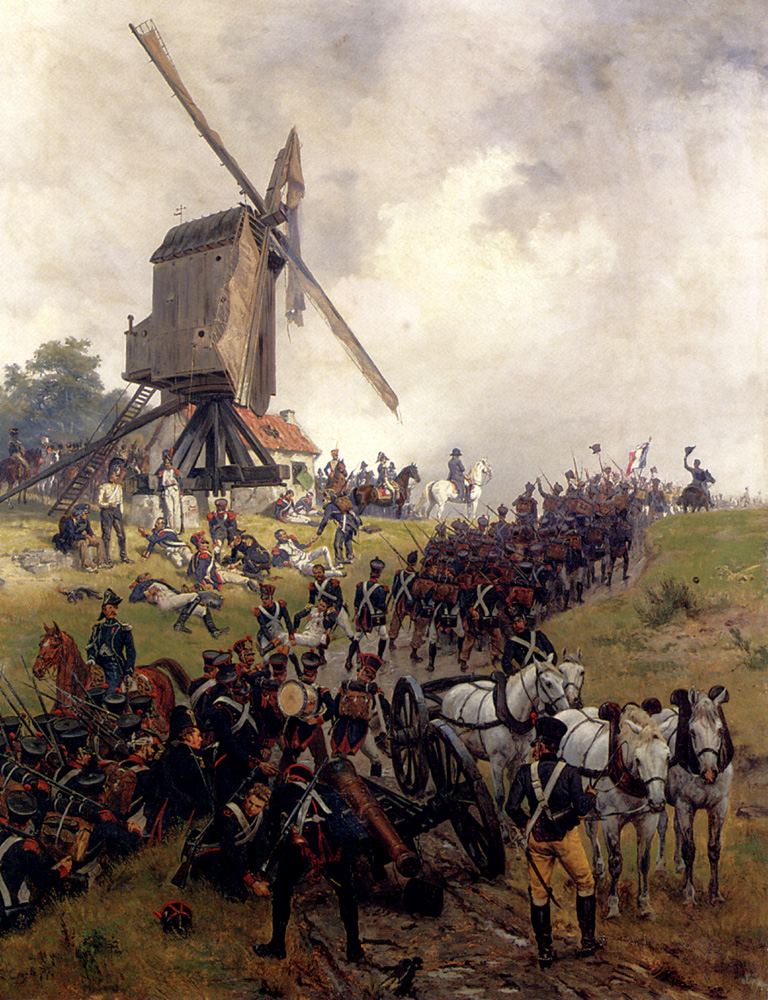
Die Armée du Nord in der Schlacht bei Ligny am 16. Juni 1815 (Gemälde von Ernest Crofts, 1875)

Nach seiner Rückkehr von der Insel Elba reorganisierte Napoléon die französische Armee, um sich noch einmal der europäischen Koalition entgegenzustellen. Diese Armee bestand nur noch aus französischen Staatsbürgern, ausgenommen ein Korps aus polnischen Adeligen, die allzeit treu zum Kaiser hielten. Aus politischen Gründen war er nicht in der Lage, die allgemeine Wehrpflicht wieder einzuführen. Er übernahm daher kurzerhand die 150.000 Mann (davon 28.000 Reiter) der königlichen Armee, rief 12.000 Offiziere und 85.000 Mannschaften aus dem Beurlaubtenstand zurück, appellierte an die freiwillig Ausgeschiedenen, an die Deserteure und rief die kaiserliche Garde zur Rückkehr auf. Dazu erließ er den Befehl zur Aufstellung der Nationalgarde. Innerhalb von sechs Wochen gelang es ihm, 290.000 Mann Kampftruppen und 220.000 Mann Hilfstruppen (schlecht ausgerüstet und von geringer Kampfkraft) zusammenzubringen. Letztere wurden in sechs kleine Armeekorps gegliedert und zum Grenzschutz abgestellt. Sie sollten ein Eindringen der Feinde verzögern und so dem Kaiser die Möglichkeit geben, der „Armée du Nord“ bei dem beabsichtigten Feldzug den Rücken freizuhalten.

## Armee des Inneren (Armée intérieure)

### Nationalgarde (Garde nationale)
Die Nationalgarde wurde hauptsächlich zur Aufrechterhaltung der Ordnung in den Städten eingesetzt. Gleichzeitig zählte sie als Armeereserve und wurde während der Koalitionskriege manchmal mobilisiert.

### Gemeindewachen und Kaiserliche Gendarmerie in Paris (Garde municipale de Paris / Gendarmerie impériale de Paris)
Bei der Aufstellung bestand die Garde municipale de Paris aus der 1. und der 2. Demi-brigade mit je zwei Bataillonen zu je fünf Kompanien. Dazu kam das 1. Dragonerregiment mit zwei Escadrons.
Zwischen 1805 und 1812 wurde die Garde municipale als Marschregiment eingesetzt.
Am 12. Februar 1812 wurden die beiden Regimenter zu einem zusammengelegt. Es bestand aus zwei Bataillonen zu je sechs Kompanien (eine Grenadierkompanie, eine Voltigeurkompanie und vier Füsilierkompanien). Der Personalbestand lag bei 2.044 Mann, davon 46 Offiziere. Nach dem versuchten Staatsstreich von Général de brigade Claude François de Malet am 23. Oktober 1812 wurde die Garde aufgelöst.
Die Gendarmerie impériale de Paris wurde im Jahre 1813 aus Veteranen der Legionen der Gendarmerie française d’Espagne aufgestellt und ersetzte die aufgelöste Garde municipale. Sie existierte nur von 1813 bis 1814 und während der Herrschaft der Hundert Tage.

## Truppen der verbündeten Länder

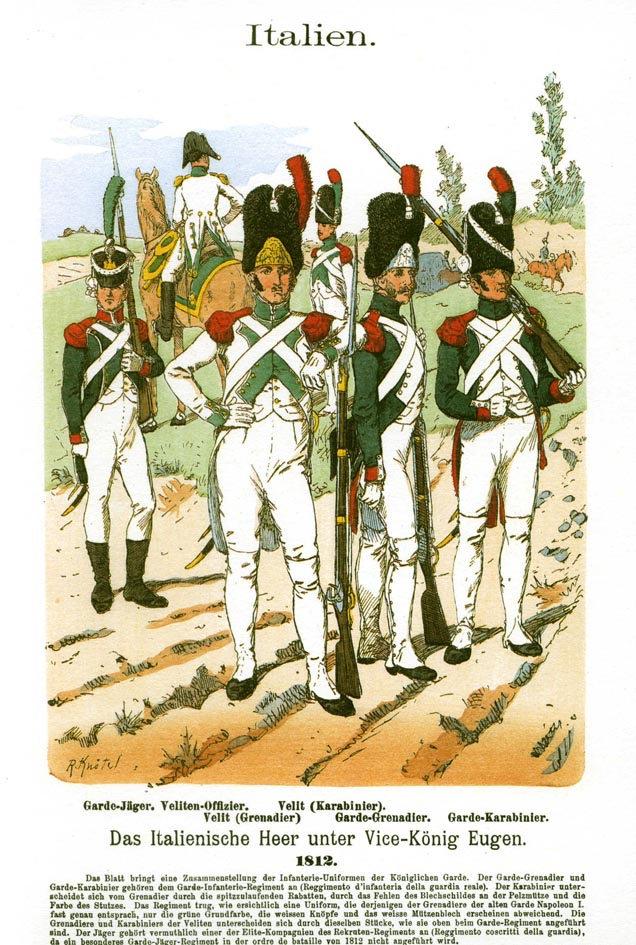
Infanterie der Armee des Königreichs Italien (Zeichnung von Richard Knötel)

Die Kontingente der verbündeten Truppen spielten eine wichtige Rolle in den Feldzügen Napoléons und kämpften verdienstvoll in den Reihen der Grande Armée ‒ nahezu alle Nationen Europas waren hier beteiligt.
Während des Krieges gegen Österreich im Jahre 1809 bestand die französische Armee zu einem Drittel aus Soldaten des Rheinbundes. Auf dem Höhepunkt des Kaiserreichs bestanden die Truppen, die nach Russland marschierten, in ihrer Mehrheit nicht aus Franzosen, sondern aus Kontingenten von mehr als 20 verschiedenen Nationalitäten. Zu den 300.000 Franzosen, Holländern und Belgiern kamen 95.000 Polen (kommandiert von General Prinz Józef Antoni Poniatowski), 35.000 Österreicher (kommandiert von Karl Philipp zu Schwarzenberg), 25.000 Italiener, 20.000 Sachsen, 20.000 Preußen (kommandiert von General Grawert, dann von Ludwig Yorck von Wartenburg), 17.000 Westfalen, 15.000 Schweizer und 3.500 Kroaten. Außer den Polen, den Österreichern und den Preußen standen die Fremdenkontingente unter französischem Kommando. Dazu kam noch eine Anzahl ausländischer Einheiten, deren Länder nicht mit Frankreich verbündet waren und die in französischen Uniformen kämpften. Sie waren nach ihren Nationalitäten zusammengefasst. Das betraf insbesondere Soldaten aus Wallonien – „Belges“ genannt –, die 25 % des 1. und 2. Regiments der Gardes d’honneur stellten.

## Truppen in den Kolonien
Unter dem Ancien Régime bestanden die französischen Streitkräfte in den Kolonien 1792 aus sechs Infanterieregimentern zu je zwei Bataillonen. Diese Einheiten wurden ständig dezimiert, sei es durch lokale Aufstände, durch Angriffe britischer Truppen oder durch Krankheiten. Bald bestanden sie nur noch auf dem Papier.
Mit der Machtergreifung des Konsulats entschied Napoléon, 40.000 Mann in den Überseeterritorien zu stationieren, um dort die Ordnung wiederherzustellen. Gleichzeitig erging der Befehl, in mehreren Häfen die sogenannten „Dépôts coloniaux“ einzurichten, um die militärische Versorgung der Kolonien sicherzustellen. Am 16. August 1803 befahl der Erste Konsul die Aufstellung von vier „bataillons coloniaux“ (Kolonialbataillonen) zu je fünf Kompanien. Die Gesamtstärke betrug etwa 6.000 Mann, sie waren verantwortlich für die Ausbildung der nach Übersee bestimmten Rekruten und wurden in französischen Häfen stationiert.
Die aufgestellten Einheiten wurden bis 1809 auf den Antillen eingesetzt, die sie zusammen mit der Linieninfanterie gegen die britischen Angriffe verteidigten. Zurück in Frankreich, konnten sich die Kolonialbataillone bei Belle-Île, der Expedition nach Walcheren, in den Niederlanden und auf der Île d’Oléron auszeichnen. Allerdings kam es in dieser Periode zu immer mehr Fahnenfluchten und Schlimmerem in den Reihen des Korps, bis Napoléon ihnen als Strafe für ihr Verhalten das Präsentieren der Gewehre verbot.
Im Jahre 1811 wurde jedem Bataillon ein „Corps de pionniers coloniaux“ (Kolonialpioniere) zugeteilt.
Während des Feldzuges in Deutschland 1813 beklagte der Général Molitor, Oberkommandierender in Holland, die sehr schlechte Verfassung der Kolonialinfanteristen, und René Chartrand notierte:

„Säufer, Diebe, Heckenschützen, die zu allen Verbrechen fähig sind, und sie drohen, ihre Offiziere niederzuschiessen, so sie versuchen, ihrem Treiben Einhalt zu gebieten.“

Sie verteidigten mehrfach energisch die Insel Bommel im Dezember 1813, waren jedoch nicht am Feldzug des folgenden Jahres in Frankreich beteiligt. Von der Monarchie noch in den Dienst übernommen, wurden die Einheiten am 16. September 1819 endgültig aufgelöst.

## Waffengattungen
Dem kreativen Geist Napoléons entsprechend, existierten in seiner Armee eine Vielzahl von Waffengattungen, die sich oftmals nur in der Bezeichnung und Uniformierung unterschieden:

### Infanterie
- Gardeinfanterie
  - Grenadiers à pied de la Garde impériale ‒ Grenadiere zu Fuß der kaiserlichen Garde
  - Chasseurs à pied de la Garde impériale ‒ Jäger zu Fuß der kaiserlichen Garde
  - Grenadiers à pied (hollandais) ‒ Holländische Grenadiere zu Fuß[11]
  - Bataillon de grenadiers polonais ‒ Polnisches Grenadierbataillon (1812 aufgestellt)
  - Fusiliers de la Garde impériale ‒ Füsiliere der kaiserlichen Garde
  - Tirailleurs de la Garde impériale ‒ Schützen der kaiserlichen Garde
  - Voltigeurs de la Garde impériale ‒ Plänkler der kaiserlichen Garde
  - Régiment de flanqueurs-chasseurs de la Garde impériale ‒ Flankierungsjäger der kaiserlichen Garde
  - Régiment de flanqueurs-grenadiers de la Garde impériale ‒ Flankierungsgrenadiere der kaiserlichen Garde
  - Vélites de la Garde impériale ‒ Velites der kaiserlichen Garde
  - Dragons à pied de la Garde impériale ‒ Dragoner zu Fuß
  - Pupilles de la Garde impériale[12]
  - Vélites de Turin et de Florence ‒ Velites von Turin und Florenz
  - Petite Garde ‒ Garde des Königs von Rom
  - Gendarmerie française d’Espagne ‒ Französische Gendarmerie in Spanien
  - Marins de la Garde impériale ‒ Marineinfanterie der kaiserlichen Garde
  - Bataillon d’instruction de Fontainebleau ‒ Ausbildungsbataillon in Fontainebleau

- Linieninfanterie
  - Infanterie de la ligne
  - Infanterie légère
  - Grenadiers de la ligne
  - Chasseurs à pied de la ligne
  - Fusiliers de la ligne
  - Voltigeurs de la ligne
  - Flanqueurs de la ligne

### Kavallerie
- Gardekavallerie
  - Grenadiers à cheval de la Garde impériale ‒ Grenadiere zu Pferd der kaiserlichen Garde
  - Chasseurs à cheval de la Garde impériale ‒ Jäger zu Pferd der kaiserlichen Garde
  - Mamelouks de la Garde impériale ‒ Mameluken der kaiserlichen Garde
  - Gendarmerie d’élite de la Garde impériale
  - Dragons de la Garde impériale
  - Lanciers polonais de la Garde impériale ‒ Polnische Chevaulegers
  - Chevau-légers du Grand-duché de Berg
  - Chevau-légers lanciers de la Garde „lanciers rouges“
  - Tartares lituaniens ‒ Litauische Tartaren
  - Éclaireurs de la Garde impériale ‒ Aufklärer der kaiserlichen Garde
  - Gardes d’honneur de la Garde impériale
  - Lanciers lituaniens de la Garde impériale
  - Carabiniers

- Linienkavallerie
  - Cuirassiers ‒ Kürassiere
  - Dragons de la ligne ‒ Liniendragoner
  - Hussards ‒ Husaren
  - Chasseurs à cheval ‒ Jäger zu Pferde
  - Chevau-légers
  - Chevau-légers lanciers
  - Gendarmerie

- Unterstützungstruppen der Garde
  - Artillerie à pied de la Garde impériale ‒ Artillerie zu Fuß der kaiserlichen Garde
  - Artillerie à cheval de la Garde impériale
  - Train d’artillerie de la Garde impériale ‒ Artillerietrain der kaiserlichen Garde
  - Génie de la Garde impériale ‒ Gardepioniere
  - Pontonniers de la Garde impériale ‒ Brückenpioniere der kaiserlichen Garde
  - Service de santé de la Garde impériale ‒ Sanitätsdienst der kaiserlichen Garde

- Unterstützungstruppen der Linie
  - Artillerie à pied ‒ Artillerie zu Fuß
  - Artillerie à cheval ‒ Berittene Artillerie
  - Train d’artillerie ‒ Artillerietrain
  - Génie ‒ Pioniere
  - Pontonniers ‒ Brückenpioniere
  - Service de santé ‒ Sanitätsdienst
  - Gardes d’honneur locales ‒ Lokale Ehrengarden
  - Douanes ‒ Zoll

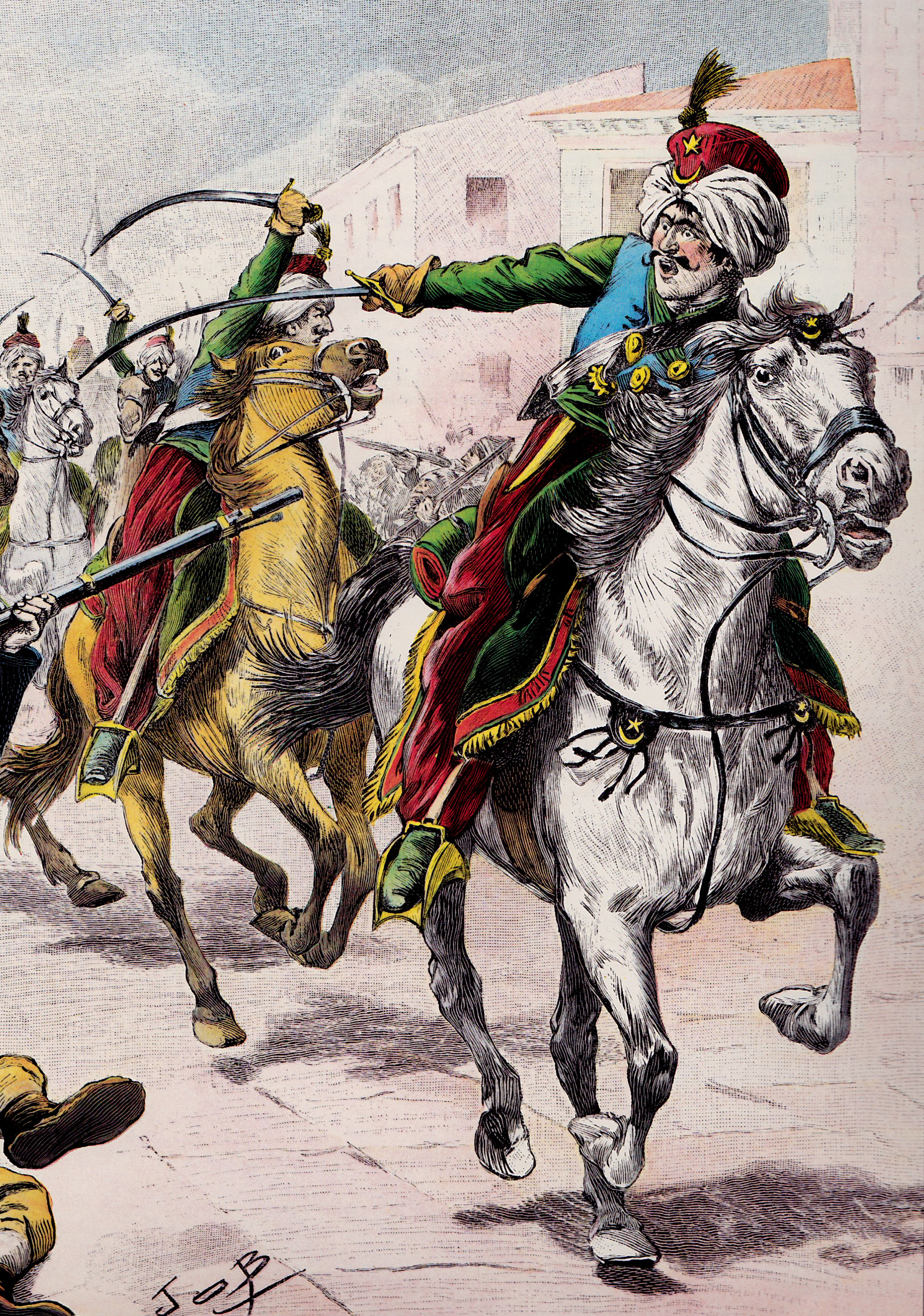
Mameluken der kaiserlichen Garde
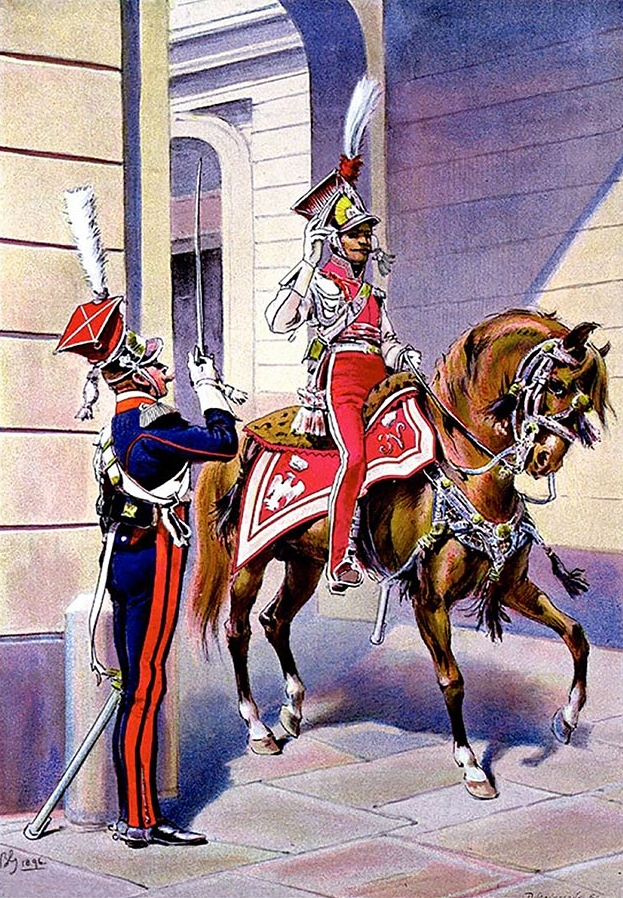
Polnischer Ulan der kaiserlichen Garde
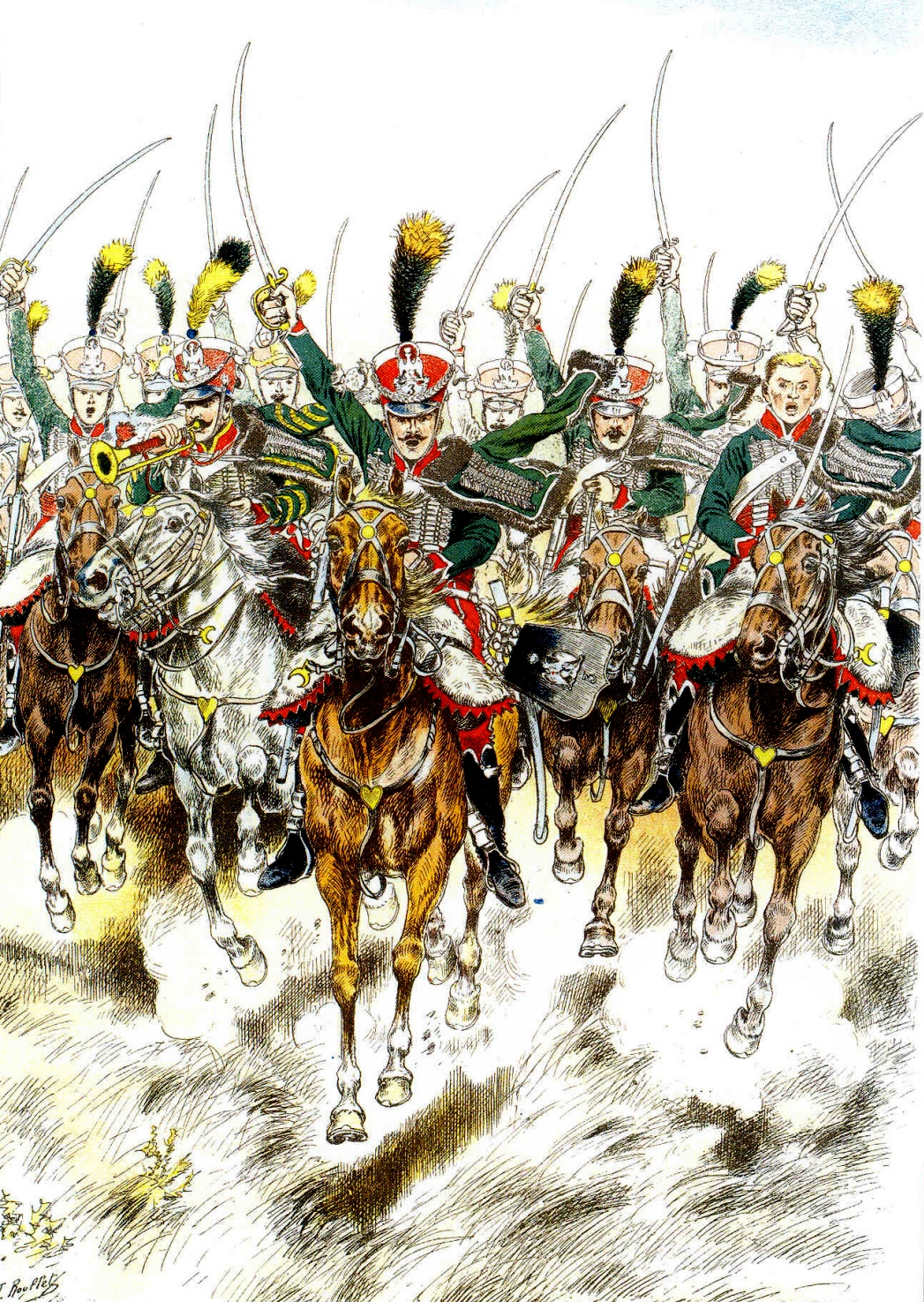
Gardes d’honneur
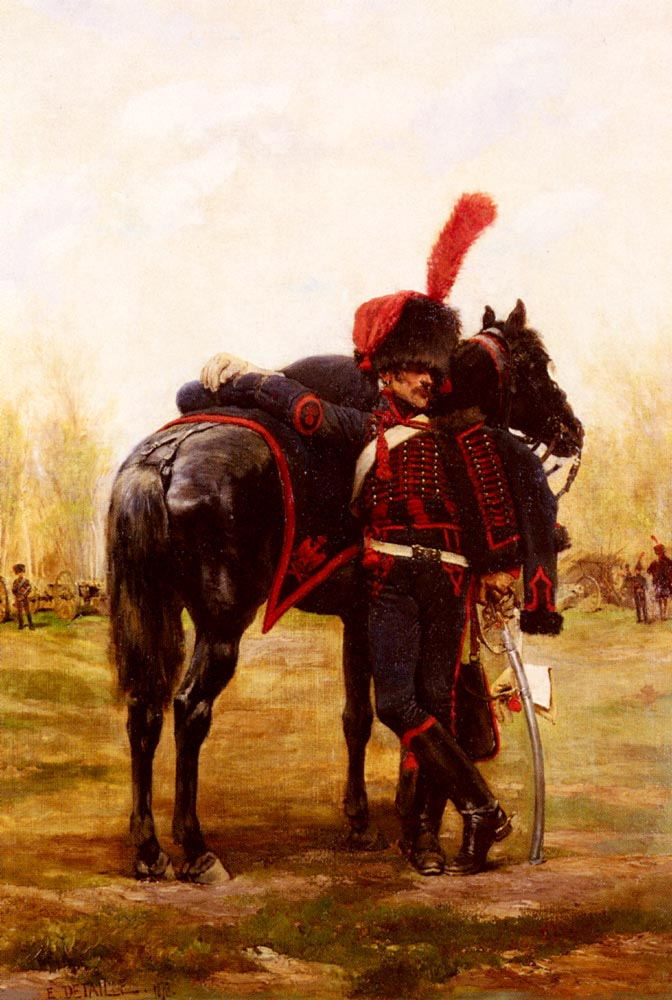
Berittener Artillerist der kaiserlichen Garde
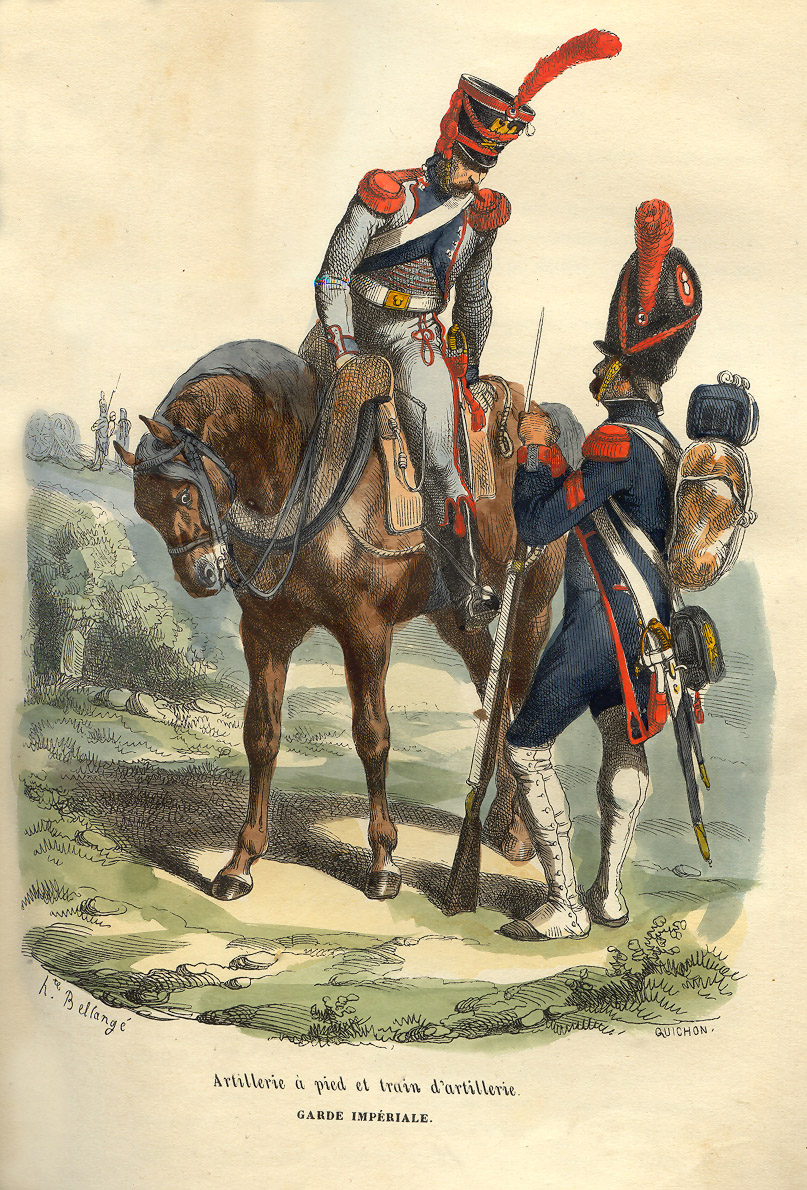
Artillerietrain und Artillerist zu Fuß der kaiserlichen Garde
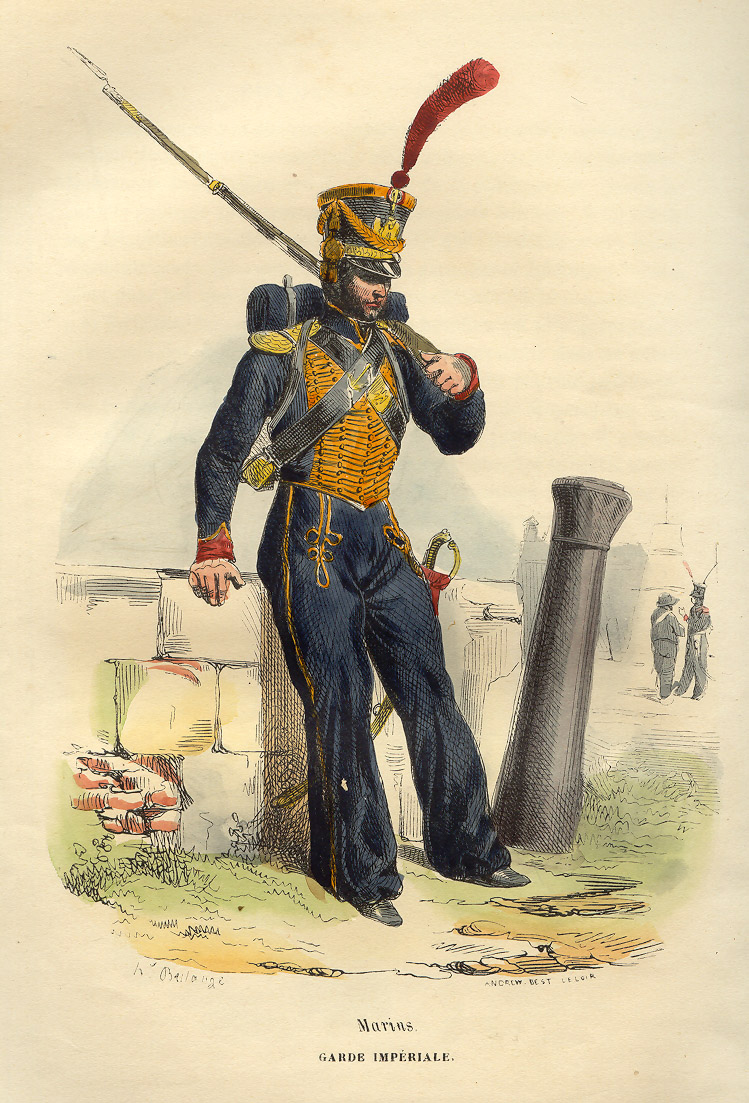
Marineinfanterist der kaiserlichen Garde
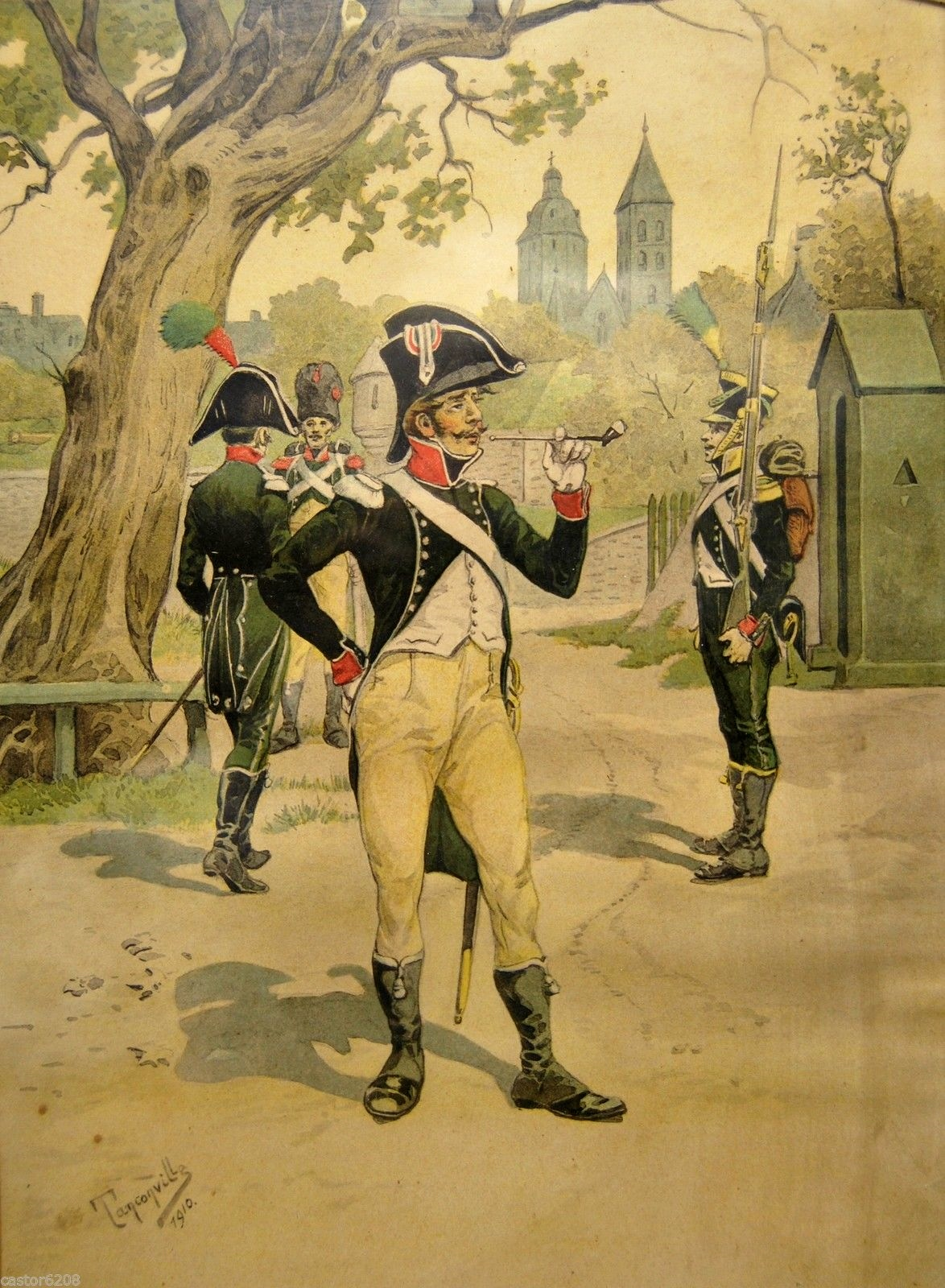
Linieninfanterie

## Dienstränge und Dienstposten

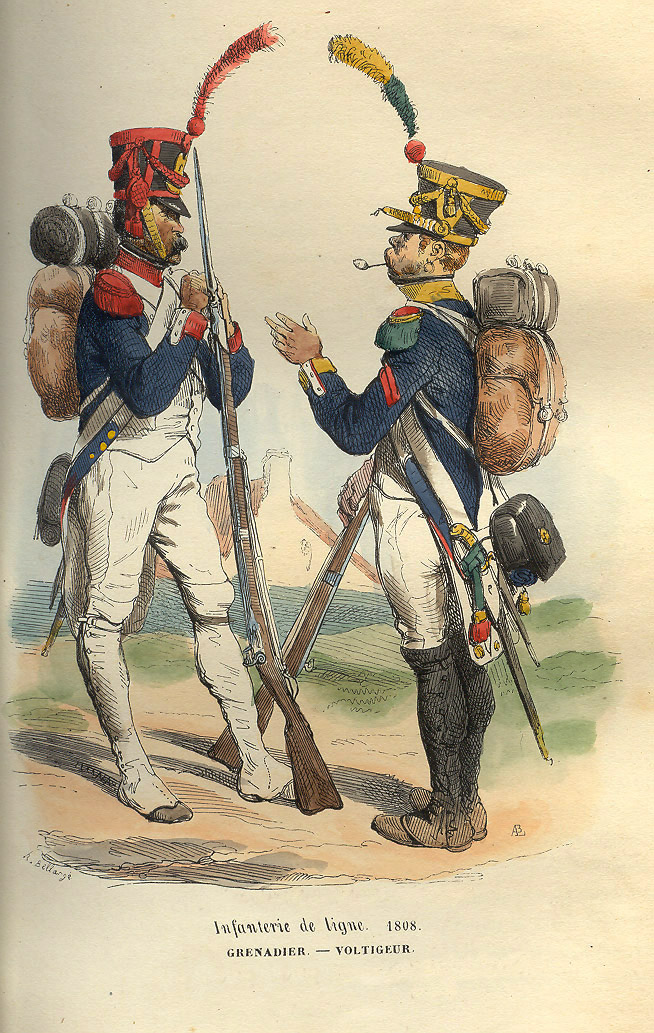
Grenadier und Voltigeur, Soldaten des Kaiserreichs in der charakteristischen Uniform

### Generäle
- Maréchal d’Empire (kein Rang, sondern ein Titel)
- Colonel général (kein Rang, sondern ein Titel)
- Général en chef (entsprechend etwa dem Generaloberst ‒ geschaffen 1812)
- Général de division (während der Herrschaft der Hundert Tage als Lieutenant-général)
- Général de brigade (während der Herrschaft der Hundert Tage als Maréchal de camp)
- Adjudant-commandant (nur für Angehörige des Generalstabes)

### Stabsoffiziere
- Colonel
- Colonel en second (in der Funktion als stellvertretender Regimentskommandeur)
- Major, Leiter der Administration
- Major en second
- Chef de bataillon (Infanterie) bzw. Chef d’escadron (Kavallerie und Artillerie)

### Subalternoffiziere

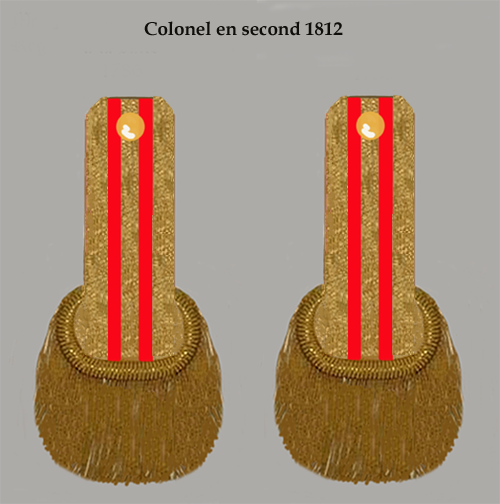
Epauletten eines Colonel en second

- Capitaine-adjudant-major (mehr Funktionsbezeichnung als ein Dienstgrad, Gehilfe des Majors)
- Capitaine
- Lieutenant
- Sous-lieutenant

### Unteroffiziere
- Adjudant
- Adjudant sous-officier
- Sergent-major oder Maréchal des logis-chef
- Sergent oder Maréchal des logis

### Mannschaften

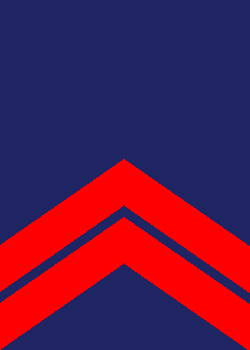
Winkel eines Caporal

- Caporal-fourrier oder Brigadier-fourrier; kein Dienstgrad, sondern die Bezeichnung für den Versorgungsunteroffizier
- Caporal oder Brigadier
- Soldaten der Elitekompanien der Infanterie: Grenadier, Chasseur, Voltigeur, Tirailleur etc.
- Soldaten der Linieninfanterie: Fusilier
- Soldaten der Elite der Kavallerie: Husar, Carabinier, Cuirassier
- Soldaten der Kavallerie: Dragon, Chasseur, Chevau-léger
- Soldaten der Artillerie: Canonnier, Artilleur, Pontonnier
- Soldaten der Pioniere: Sapeur, Mineur
- Soldaten des Trains: Conducteur
- Militärmusiker: Tambour, Sonneur (leichte Infanterie), Clairon, Musicien

Die Soldaten der kaiserlichen Garde waren in ihrem Rang den normalen Truppen gleichgestellt. Lediglich der Chasseur des „Régiment de chasseurs à pied de la Garde“ entsprach dem Caporal der leichten Infanterie.

## Unterbringung der Soldaten

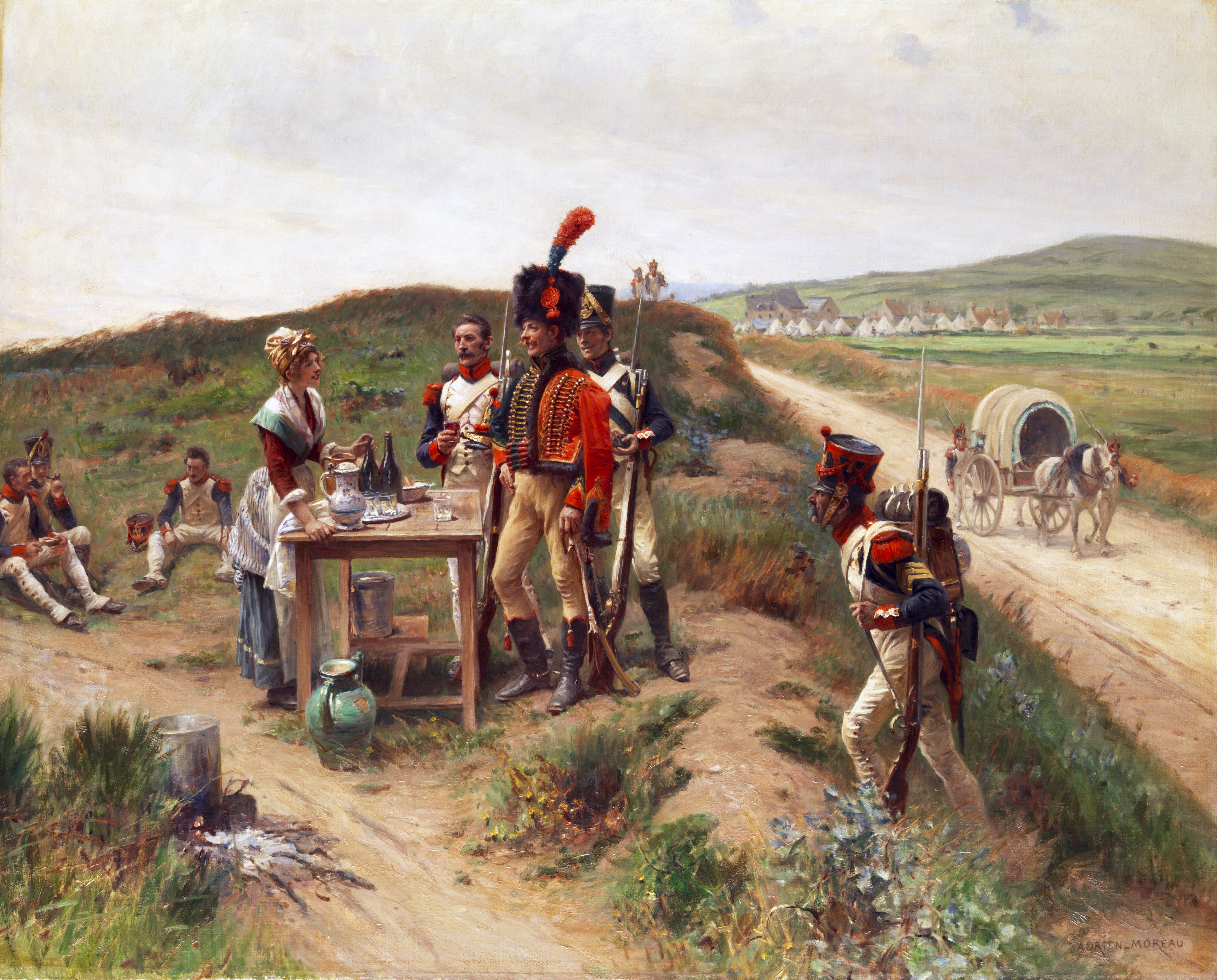
Französische Soldaten auf der Rast bei einer jungen Markthändlerin

Die französischen Soldaten waren in Kasernen oder Militärlagern untergebracht. Ausgenommen waren diejenigen, die als „coucher dehors“ (außerhalb Schlafende) bezeichnet wurden und die bei Feldzügen, in Friedenszeiten oder in Manövern das sogenannte „billet de logement“, einen Übernachtungsschein, erhielten, mit dem sie in Privatquartieren übernachten konnten.
Während des Rückzuges aus Russland machte man sich nicht mehr die Mühe, die „billets de logement“ auszustellen – die Soldaten klopften mit den Gewehrkolben an die Türen und „baten“ den „cher ami“ (lieber Freund), ihnen kostenlos Unterkunft zu gewähren, da sie arm wie die Bettler seien. Der Begriff hat sich in den russischen Wortschatz eingebürgert – „cheramijnik“ oder „cheramiga“ steht seitdem für einen Betrüger oder Schmarotzer.